# Yomigaeru Sora - Rescue Wings – Emblem
Yomigaeru Sora - Rescue Wings – Emblem é um mini-álbum do JAM Project que serve como uma coletânea das músicas que fizeram para o anime Yomigaeru Sora - Rescue Wings. Foi lançado pela Lantis em 8 de março de 2006 e contém oito faixas, que são as quatro músicas feitas pela banda e suas versões instrumentais.

## Produção
Embora as músicas tenham sido lançadas sob o nome da banda, elas foram na verdade trabalhadas por integrantes do grupo de forma individual.

## Recepção
Sobre o álbum, o CD Journal pontuou que, "para uma história onde jovens arriscam suas vidas para resgatar vítimas, os cantos entusiasmados dos integrantes do JAM Project são apropriados."

## Faixas
| N.º            | Título                                              | Letras            | Música                     | Duração |  |
| 1.             | "Emblem ~Na mo Naki Eiyuu-tachi he~"                | Hironobu Kageyama | H. Kageyama e Kenichi Sudo | 4:32    |  |
| 2.             | "Clown"                                             | Masaaki Endoh     | M. Endoh e K. Sudo         | 5:24    |  |
| 3.             | "Kazaranai Namida no Mama de..."                    | Hiroshi Kitadani  | H. Kitadani e K. Sudo      | 4:39    |  |
| 4.             | "Aoku Nare"                                         | Kyoko Fukuyama    | Yoshiki Fukuyama           | 4:40    |  |
| 5.             | "Emblem ~Na mo Naki Eiyuu-tachi he~" (instrumental) |                   | H. Kageyama e K. Sudo      | 4:32    |  |
| 6.             | "Clown" (instrumental)                              |                   | M. Endoh e K. Sudo         | 5:24    |  |
| 7.             | "Kazaranai Namida no Mama de..." (instrumental)     |                   | H. Kitadani e K. Sudo      | 4:39    |  |
| 8.             | "Aoku Nare"                                         |                   | Y. Fukuyama                | 4:40    |  |
| Duração total: | Duração total:                                      | Duração total:    | Duração total:             | 38:23   |  |

## Integrantes
Hironobu Kageyama
Masaaki Endoh
Hiroshi Kitadani
Yoshiki Fukuyama
Obs: Rica Matsumoto e Masami Okui não participaram deste álbum